# La Perdita Generacio
La Perdita Generacio, ou LPG, est un groupe suédois de musique en espéranto. Le nom du groupe signifie en espéranto « La génération perdue ». Formé en 2003, certains de ses membres faisaient partie du groupe Den Förlorade Generationen, dont le nom veut dire la même chose en suédois.
La Perdita Generacio, basé à Härnösand, donne régulièrement des concerts lors de rencontres internationales espérantophones en Europe, par exemple Junulara E-Semajno et Somera Esperanto-Studado. Ses textes sont généralement critiques de la société et reflètent l’engagement du groupe pour l’écologie.
Hormis leurs propres chansons, La Perdita Generacio ont également participé à des collaborations, notamment pour l’album Kreaktiva (eo) de Jonny M.